# Festival du cinéma grec 1981
Le Festival du cinéma grec de 1981 fut la 22e édition du Festival international du film de Thessalonique. Elle se tint du 5 au 11 octobre 1981.

## Palmarès
- L'Usine : meilleur film et meilleur film pour l'Union panhellénique des critiques de cinéma (PEKK)
- Pétrochimie, les cathédrales du désert : meilleur film
- Les chemins de l'amour se perdent dans la nuit : meilleur premier film, meilleure photographie, meilleure actrice, meilleur montage et meilleur film pour l'Union panhellénique des critiques de cinéma (PEKK)
- Quand les Grecs... : meilleur réalisateur, meilleur scénario, meilleur montage, meilleurs costumes et meilleur film pour l'Union panhellénique des critiques de cinéma (PEKK)
- Μάθε παιδί μου γράμματα : meilleur acteur, meilleure actrice, meilleurs décors et prix spécial
- Histoire d'une ruche : deux prix spéciaux et meilleur film pour l'Union panhellénique des critiques de cinéma (PEKK)
- Ange électrique : meilleure musique et prix spécial
- Le Procès de la junte : prix spécial
- Avant la Représentation : prix spécial : photographie et montage